# Anna-Maria Gradante
Anna-Maria Gradante (ur. 26 grudnia 1976) – niemiecka judoczka. Brązowa medalistka olimpijska z Sydney.
Zawody w 2000 były jej jedynymi igrzyskami olimpijskimi. Medal zdobyła w wadze ekstralekkiej, do 48 kilogramów. Wywalczyła brązowy medal mistrzostw świata w 1999 oraz srebrny mistrzostw Europy w 1997. Startowała w Pucharze Świata w latach 1993, 1995–2000, 2002, 2003 i 2005. Raz była mistrzynią Niemiec seniorów.